# فرانك بيرد
فرانك بيرد (10 أبريل 1912 في الولايات المتحدة - 20 مارس 2007 في الولايات المتحدة) (بالإنجليزية: Frank Baird)‏ هو مدرب كرة سلة ولاعب كرة سلة أمريكي في مركز مدافع مسدد الهدف. لعب مع Indianapolis Jets ‏.

## وصلات خارجية
- فرانك بيرد على موقع سبورتس رفرنس (الإنجليزية)